# Brzoza żeberkowana
Brzoza żeberkowana (Betula costata Trautv.) – gatunek roślin należący do rodziny brzozowatych (Betulaceae Gray). Występuje w stanie dzikim w północno-wschodniej Azji: w Mandżurii, na północy Półwyspu Koreańskiego i na rosyjskim Dalekim Wschodzie.

## Morfologia

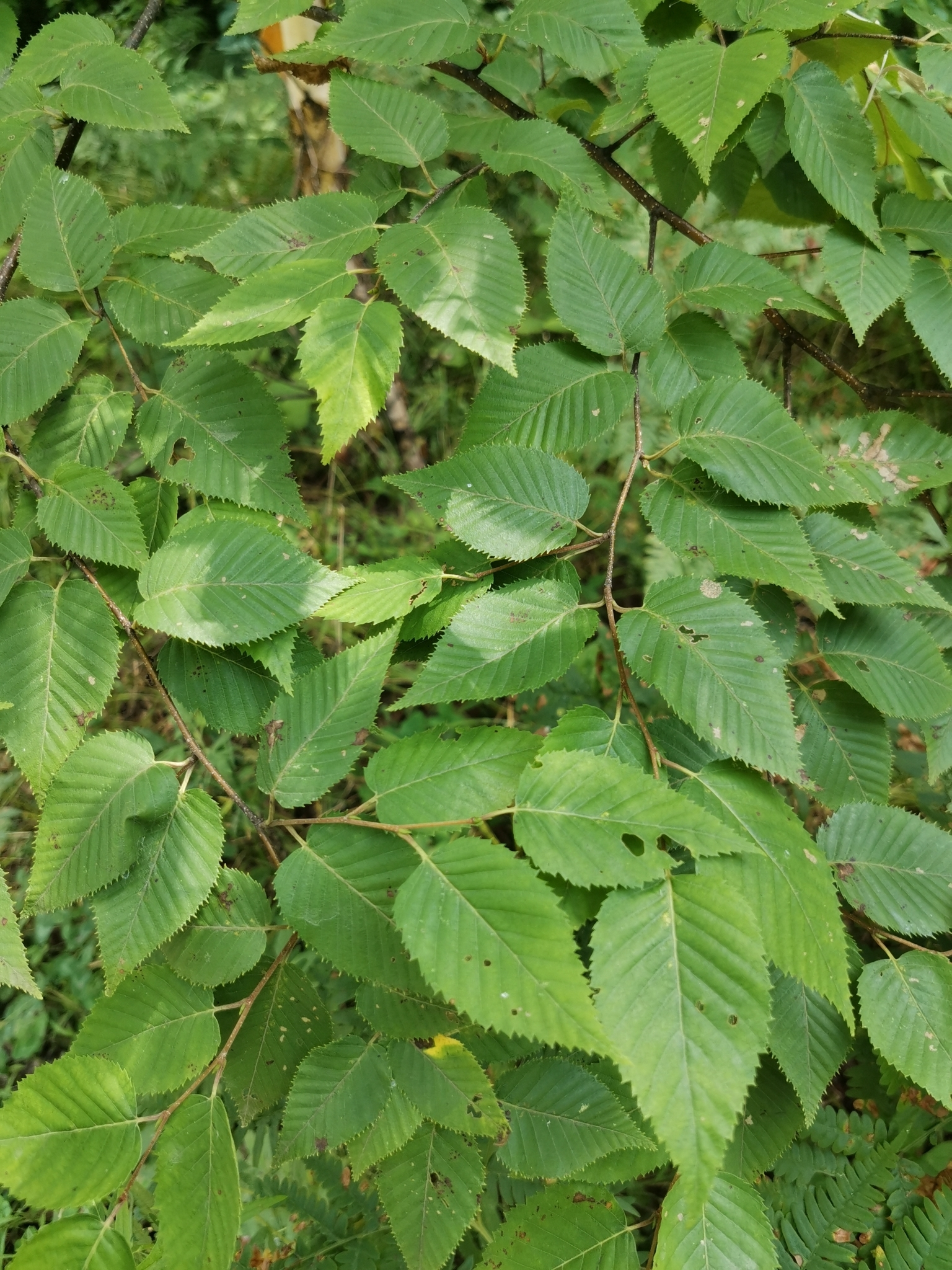
Liście

PieńDrzewo dorasta w ojczyźnie do 30 m. Kora błyszcząco jasnożółta lub szarobrązowa, łuszcząca się pasmami. Młode pędy brązowe, owłosione, pachnące po roztarciu. Starsze pędy brodawkowate i nagie.
LiścieSą grube i sztywne. Mają trójkątnojajowaty kształt. Są węższe niż u brzozy Ermana i nigdy nie są sercowate u nasady. Mają długość 5–8 cm i szerokość 2–4 cm. Na szczycie wyciągnięte w ostry i długi wierzchołek, zaokrąglone u podstawy. Ząbki głębokie i ostre, podwójne. Z wierzchu słabo owłosione na nerwach, pod spodem gruczołowato owłosione. Posiadają najczęściej 10-14 wyraźnych i przebiegających równolegle par nerwów.
KwiatyZebrane w kotkach.
OwoceOwocostany owalne lub elipsoidalne, 1 do 2 cm długości, wzniesione, osadzone na krótkich szypułkach. Łuski nagie lub nieznacznie orzęsione, ich klapki boczne dwukrotnie węższe od środkowej. Orzeszki ze skrzydełkami dwukrotnie od nich węższymi.

## Zastosowanie
Gatunek introdukowano do Europy (Holandia) przed 1893. W Polsce uprawiana jako drzewo ozdobne (rzadko). Na zachodzie Europy uważana za jedną z najładniejszych brzóz. Całkowicie wytrzymała na mróz.